# Mirazhi
Mirazhi é um filme de drama russo de 1915 dirigido por Pyotr Chardynin.

## Enredo
O filme é baseado no romance de Lidiya Charskaya.

## Elenco
- Arseny Bibikov...	Dymov
- Tamara Gedevanova
- Andrey Gromov
- Aleksandr Kheruvimov
- Vera Kholodnaya...	Marianna